# Uí Néill
Uí Néill var irländska och skotska kungadynastier som hävdade att de var ättlingar till Niall Noigiallach. Han var en av Irlands högkungar och dog runt 405.
Den första generationen av Uí Néill var Niall Noigiallachs sju söner.
- Conall Gulban
- Endae
- Eogan
- Coirpre
- Lóegaire
- Conall Cremthainne
- Fiachu